# Municipio de Birch Tree
El municipio de Birch Tree (en inglés: Birch Tree Township) es un municipio ubicado en el condado de Shannon en el estado estadounidense de Misuri. En el año 2010 tenía una población de 1273 habitantes y una densidad poblacional de 10,02 personas por km².

## Geografía
El municipio de Birch Tree se encuentra ubicado en las coordenadas 36°58′50″N 91°29′49″O / 36.98056, -91.49694. Según la Oficina del Censo de los Estados Unidos, el municipio tiene una superficie total de 127.08 km², de la cual 127,07 km² corresponden a tierra firme y (0,01 %) 0,01 km² es agua.

## Demografía
Según el censo de 2010, había 1273 personas residiendo en el municipio de Birch Tree. La densidad de población era de 10,02 hab./km². De los 1273 habitantes, el municipio de Birch Tree estaba compuesto por el 95,44 % blancos, el 0,39 % eran afroamericanos, el 0,63 % eran amerindios, el 0,39 % eran asiáticos, el 1,73 % eran de otras razas y el 1,41 % eran de una mezcla de razas. Del total de la población el 4,63 % eran hispanos o latinos de cualquier raza.